# Tiamin pirofosfat
Tiamin pirofosfat (TPP, tiamin difosfat, ThDP), je derivat tiamina (vitamina B1) koji se proizvodi enzimom tiamin pirofosfataza. Tiamin pirofosfat je koenzim koji je prisutan u svim živim sistemima, u kojima katalizuje nekoliko biohemijskih reakcija.
Ovaj esencijalni nutrijent (vitamin) je prvo otkriven kod ljudi putem njegove veze sa bolešću perifernog nervnog sistema Beriberi, koja je posledica nedostatka tiamina u ishrani.
TPP deluje kao koenzim niza enzima, među kojim su:
- Kompleks piruvat dehidrogenaze[5]
- Kompleks piruvat dekarboksilaze u fermentacija etanola
- Kompleks alfa-ketoglutarat dehidrogenaze
- Kompleks dehidrogenaza aminokiselina razgranatih lanaca (leucina, izoleucina i valina)
- 2-hidroksifitanoil-CoA lijaza
- Transketolaza

## Literatura
1. ↑   уреди
2. ↑  Evan E. Bolton; Yanli Wang; Paul A. Thiessen; Stephen H. Bryant (2008). „Chapter 12 PubChem: Integrated Platform of Small Molecules and Biological Activities”. Annual Reports in Computational Chemistry. 4: 217—241. doi:10.1016/S1574-1400(08)00012-1.
3. ↑  Donald Voet; Judith G. Voet (2005). Biochemistry (3 изд.). Wiley. ISBN 9780471193500.
4. ↑  Pavia, Donald L., Gary M. Lampman, George S. Kritz, Randall G. Engel (2006). Introduction to Organic Laboratory Techniques (4th Ed.). Thomson Brooks/Cole. ISBN 978-0-495-28069-9.
5. ↑  „PDBs for Biochemistry”. Georgia State University. Приступљено 7. 2. 2009.